# Tractat de Bucarest (1918)

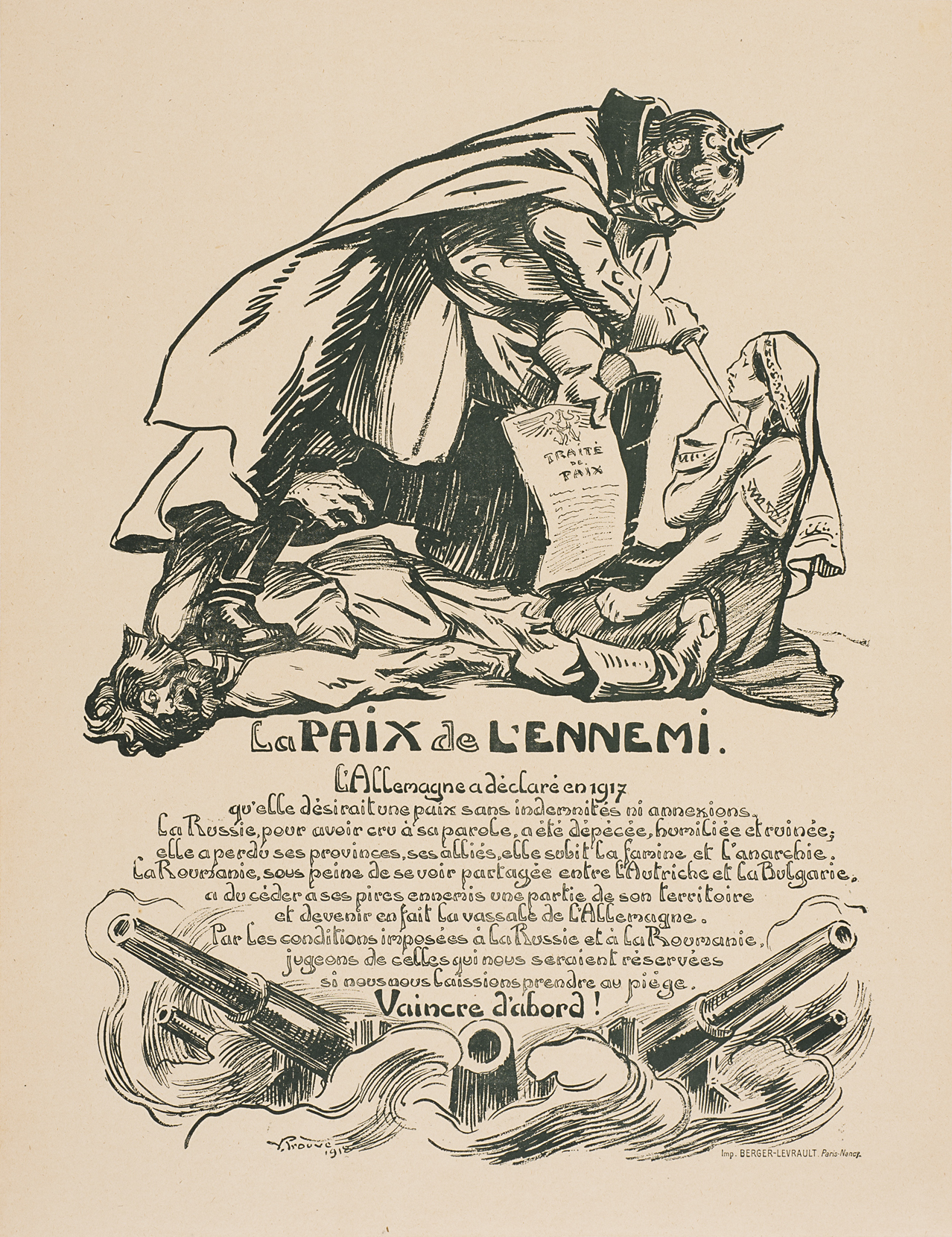
Caricatura francesa sobre el tractat: Guillem II de Prússia clava un punyal a una dona (al·legoria de Romania) alhora que mostrat el seu tractat de pau.

El Tractat de Bucarest fou un tractat de pau signat el 7 de maig de 1918 a la ciutat de Bucarest entre l'imperi Alemany i el Regne de Romania en finalitzar la campanya romanesa 1916-1917 empresa durant la Primera Guerra Mundial.
Per la signatura d'aquest tractat Romania hagué de fer diverses concessions:
- Va haver de retornar la Dobrudja Meridional i cedir una part de la Dobrudja Septentrional a Bulgària, mentre que la resta de la província restà sota el control conjunt de les Potències Centrals.[3]
- Va haver de cedir el control dels passos de muntanya dels Carpats a l'imperi austrohongarès.[4]
- Va haver d'arrendar els seus pous de petroli a Alemanya durant 90 anys.[5]

No obstant això, el rei Ferran I de Romania es va negar a signar el tractat (ja ratificat pel Parlament de Romania) i després de la derrota de les Potències Centrals en finalitzar la Guerra Mundial va ser anul·lat pel Primer Minitres Alexandru Marghiloman i l'armistici signat amb Alemanya l'11 de novembre de 1918.
L'any 1919 Alemanya es va veure obligada en la signatura del Tractat de Versalles a renunciar a tots els beneficis que va obtenir mitjançant la signatura del Tractat de Bucarest de 1918.